# Coulomb-Eichung
Die Coulomb-Eichung (nach ihrem Zusammenhang mit dem Coulomb-Potential (s. u.); auch Strahlungseichung oder transversale Eichung genannt) ist eine mögliche Eichung der Elektrodynamik, beschreibt also eine Einschränkung der elektrodynamischen Potentiale.

## Eichfreiheit der Elektrodynamik
Um die Lösung der Maxwell-Gleichungen zu erleichtern, führt man für das elektrische Feld {\displaystyle {\vec {E}}} und das magnetische Feld {\displaystyle {\vec {B}}}, das elektrische Skalarpotential {\displaystyle \Phi } und das magnetische Vektorpotential {\displaystyle {\vec {A}}} ein, welche die klassisch beobachtbaren Felder beschreiben:
{\displaystyle {\vec {E}}=-\nabla \Phi -\partial _{t}{\vec {A}}}
{\displaystyle {\vec {B}}=\nabla \times {\vec {A}}}.
Diese Definition erlaubt Eichfreiheiten in der Wahl von Skalar- und Vektorpotential, die keine Auswirkungen auf messbare Größen haben, insbesondere nicht auf elektrisches Feld und magnetische Flussdichte.

## Die Coulomb-Eichung
Diese Eichfreiheit wird in der Coulomb-Eichung dazu genutzt, die Divergenzfreiheit des Vektorpotentials zu fordern:
{\displaystyle \nabla \cdot {\vec {A}}=0}
Wegen  {\displaystyle \Delta =\nabla \cdot \nabla } und {\displaystyle {\frac {\partial }{\partial t}}\nabla =\nabla {\frac {\partial }{\partial t}}} folgen daraus die im nächsten Paragraphen notierten Resultate.

## Die inhomogenen Maxwell-Gleichungen in der Coulomb-Eichung
Setzt man mit dieser Eichung die Potentiale in die inhomogenen Maxwell-Gleichungen (das gaußsche Gesetz und das erweiterte Induktionsgesetz) ein, so erhält man
{\displaystyle \Delta \Phi =-{\frac {\rho }{\varepsilon _{0}}}}
und
{\displaystyle \Delta {\vec {A}}-{\frac {1}{c^{2}}}\partial _{t}^{2}{\vec {A}}=-\mu _{0}{\vec {j}}+{\frac {1}{c^{2}}}\nabla \partial _{t}\Phi \,\,(=:\,-\mu _{0}{\vec {j}}_{\rm {T}})}.
Der Quellterm {\displaystyle {\vec {j}}_{\rm {T}}} wird der transversale Strom genannt, weil nach Konstruktion {\displaystyle \nabla \cdot {\vec {j}}_{\rm {T}}=0} gilt. Diese Bedingung ist notwendig, damit die partielle Differentialgleichung durch Vektorpotentiale gelöst werden kann, die die Coulomb-Eichung erfüllen.
Die Lösung der ersten Gleichung ist das skalare Potential
{\displaystyle \Phi ({\vec {r}},t)={\frac {1}{4\pi \varepsilon _{0}}}\int {\frac {\rho ({\vec {r}}^{\prime },t)}{\left|{\vec {r}}-{\vec {r}}^{\prime }\right|}}\mathrm {d} ^{3}r^{\prime }},
dieses ist also in dieser Eichung identisch mit dem Coulomb-Potential.
Die zweite Gleichung ist eine inhomogene Wellengleichung  mit der durch  die Methode des retardierten Potentials gewonnenen Lösung:
{\displaystyle {\vec {A}}({\vec {r}},t)={\frac {\mu _{0}}{4\pi }}\int {\frac {{\vec {j}}_{\rm {T}}({\vec {r}}^{\prime },t')}{\left|{\vec {r}}-{\vec {r}}^{\prime }\right|}}\mathrm {d} ^{3}r^{\prime }}.
Dabei ist die retardierte Zeit {\displaystyle t'} gegeben durch {\displaystyle t':=t-{\frac {|{\vec {r}}-{\vec {r}}^{\prime }|}{c}}} . Physikalisch entspricht die zuletzt angegebene Differenz der Zeitspanne, die ein Licht- oder Radarsignal braucht, um die Strecke vom Ausgangspunkt (dem Integrationpunkt) {\displaystyle {\vec {r}}'} der Signale zum Ankunftspunkt {\displaystyle {\vec {r}}} zu durchlaufen (c ist die Lichtgeschwindigkeit). 
Der Vor- oder Nachteil der Coulomb-Eichung besteht in den zwei unterschiedlichen Zeiten in den Integralen. Das skalare Potential hängt von der instantanen Ladungsverteilung (Zeitpunkt t) ab, während für das Vektorpotential der retardierte Strom (Zeitpunkt t' < t) relevant ist. 
Die konkurrierende Lorenz-Eichung hat diesen Nachteil nicht, sondern berücksichtigt Retardierung durchgehend. Damit ist sie auch explizit relativistisch invariant.
Sind keine Quellen (Ladungen und Ströme) vorhanden, so vereinfachen sich die Gleichungen zu
{\displaystyle \Delta \Phi =0}
und
{\displaystyle \Delta {\vec {A}}-{\frac {1}{c^{2}}}\partial _{t}^{2}{\vec {A}}=0},
das Vektorpotential erfüllt also die homogene Wellengleichung.